# Divertimento (pel·lícula)
Divertimento és una pel·lícula dramàtica biogràfica francesa de 2022 dirigida per Marie-Castille Mention-Schaar. Representa la joventut i la formació de la directora d'orquestra Zahia Ziouani. S'ha doblat i subtitulat al català.

## Repartiment
- Oulaya Amamra: Zahia Ziouani
- Lina El Arabi: Fettouma Ziouani
- Niels Arestrup: Sergiu Celibidache
- Zinedine Soualem: el pare
- Nadia Kaci: la mare
- Laurent Cirade: Claude Burgos
- Marin Chapoutot: Dylan
- Louis Damien Kapfer: Lambert
- Salomé Desnoues: Pauline
- Aurélien Carbou: Gabriel
- Léonard Louf: Antoine
- Jonas Ben Ahmed: Malick
- Louise Legendre: Marie
- Martin Gillis: Ken
- Adèle Théveneau: Agathe
- Rémi Lecomte: Bertrand
- William Brisson: violoncel·lista